# Bataafse Kaapkolonie
De Bataafse Kaapkolonie was een kolonie die in 1802 bij de vrede van Amiens aan het Bataafs Gemenebest werd toegewezen, waardoor de Britten de Kaapkolonie weer verlieten. In dit verdrag was bepaald dat de Kaap de Goede Hoop aan de Bataafse Republiek behoorde. Hiermee werd het Bataafse gezag in de Kaap hersteld.
In 1806 werd de Kaap door de Britten bezet en deze situatie werd in 1814 door het Verdrag van Parijs bevestigd.